# レイチェル・ロバーツ (女優)
レイチェル・ロバーツ（Rachel Roberts,  1927年9月20日 - 1980年11月26日）は、イギリス出身の女優である。

## 来歴
1927年、イギリスのウェールズに生まれる。ウェールズ大学と王立演劇学校で演劇を学び、1953年にギルバート・ガン監督のコメディ映画『Valley of Song』で映画デビューを果たした。
その後もイギリスを中心に女優活動を積み重ね、1960年に出演した恋愛コメディ映画『土曜の夜と日曜の朝』で英国アカデミー賞を受賞した。1963年にはリンゼイ・アンダーソン監督でリチャード・ハリスと共演したスポーツ映画『孤独の報酬』にハリスと共に主演し、2度目の英国アカデミー賞の主演女優賞を獲得したほか1964年のゴールデン・グローブ賞とアカデミー主演女優賞へもノミネートされている。
1975年にはオーストラリアで実際に起こった事件を基に執筆された小説の映画化作品『ピクニックatハンギング・ロック』へ出演し、主人公たちが通う女学校の厳格な校長役を演じて印象を残している。1970年代には活動の場をアメリカへも広げており、ゴールディ・ホーンとチェビー・チェイスが共演したコメディ映画『ファール・プレイ』などの作品へも参加した。1979年にはリチャード・ギア主演の『Yanks』へ出演し、助演女優部門で3度目の英国アカデミー賞を受賞。

### 私生活
1955年に俳優のアラン・ドビーと結婚しているが、1961年に離婚。翌年、『マイ・フェア・レディ』でアカデミー主演男優賞を受賞した俳優のレックス・ハリソンと再婚するが、1971年に再び離婚した。

### 死去
夫であったレックス・ハリソンとの離婚によってアルコール依存症と鬱病を患い、移住先のロサンゼルスで死去。当初死因は心臓発作とされていたが、後に薬品による服用自殺だったことが判明した。

## 出演作品

### 映画
- Valley of Song (1953)
- The Limping Man (1953)
- The Weak and the Wicked (1954)
- The Crowded Day (1954)
- The Good Companions (1957)
- ハバナの男 Our Man in Havana (1959)
- 土曜の夜と日曜の朝 Saturday Night and Sunday Morning (1960)
- Girl on Approval (1961)
- 孤独の報酬 This Sporting Life (1963)
- パリの秘めごと A Flea in Her Ear (1968)
- The Reckoning (1970)
- Doctors' Wives (1971)
- 夕陽の挽歌 Wild Rovers (1971)
- The Belstone Fox (1973)
- O Lucky Man! (1973)
- オリエント急行殺人事件 Murder on the Orient Express (1974)
- ピクニックatハンギング・ロック Picnic at Hanging Rock (1975)
- Alpha Beta (1976)
- ファール・プレイ Foul Play (1978)
- ヤンクス Yanks (1979)
- 夕暮れにベルが鳴る When a Stranger Calls (1979)
- オリエンタル探偵殺人事件 Charlie Chan and the Curse of the Dragon Queen (1981)
- The Wall (1982)

### テレビドラマ
- Our Mutual Friend (1958 - 1959)
- イレブンス・アワー The Eleventh Hour (1963)
- A Touch of Venus (1968)
- 四次元への招待 Night Gallery (1970)
- ドクター・ウェルビー Marcus Welby, M.D. (1971)
- トニー・ランドール・ショー The Tony Randall Show (1976 - 1978)